# Walcourt
Walcourt [walkuʁ] ist eine belgische Gemeinde im Arrondissement Philippeville der Provinz Namur.

## Orte der Gemeinde
Zur Gemeinde gehören neben Walcourt die Orte Berzée, Castillon, Chastrès, Clermont, Fontenelle, Fraire, Gourdinne, Laneffe, Pry, Rognée, Somzée, Tarcienne, Thy-le-Château, Vogenée und Yves-Gomezée.

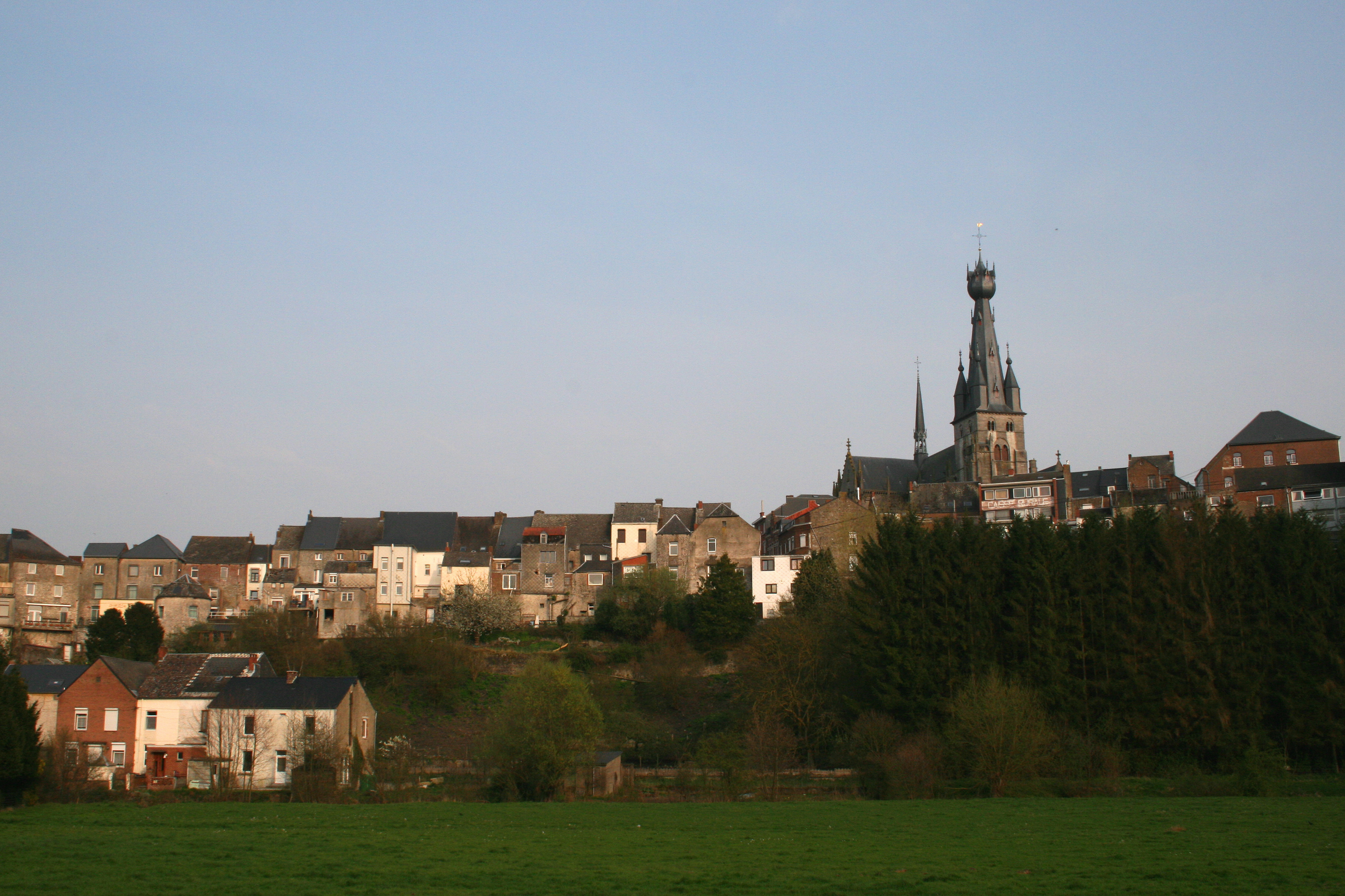
Blick auf Walcourt
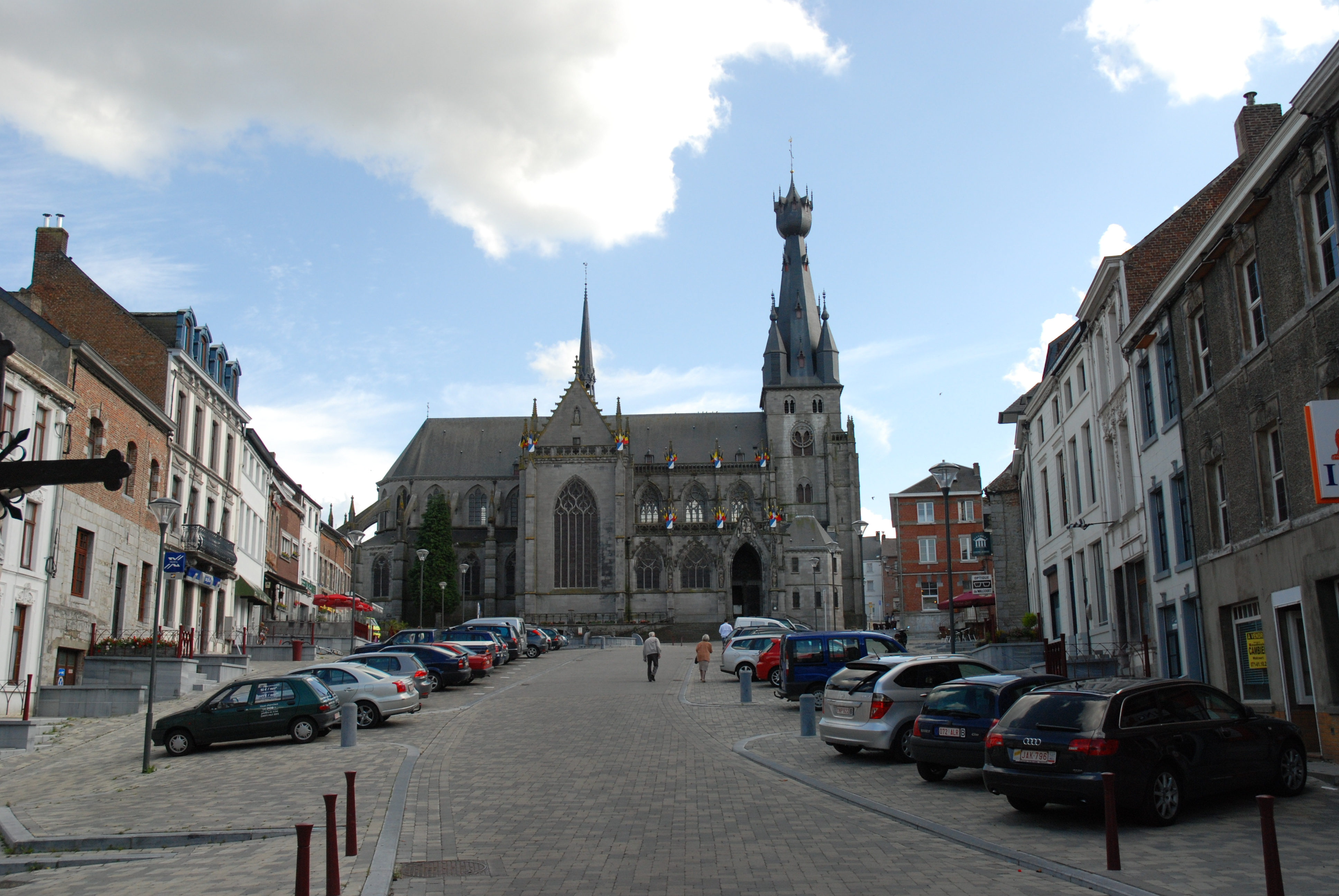
Basilique Saint-Materne de Walcourt
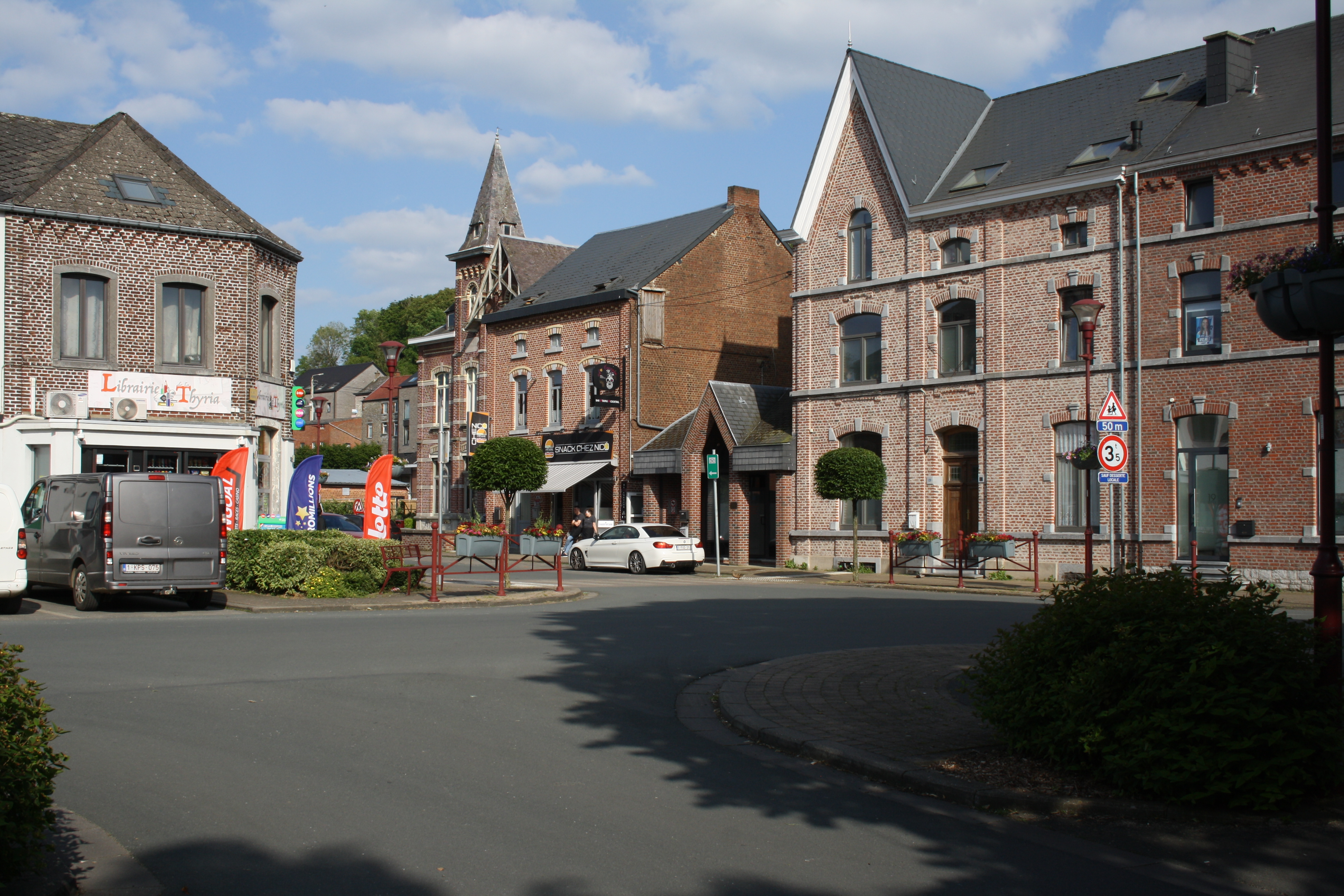
Rue des Marronniers in Thy-le-Château
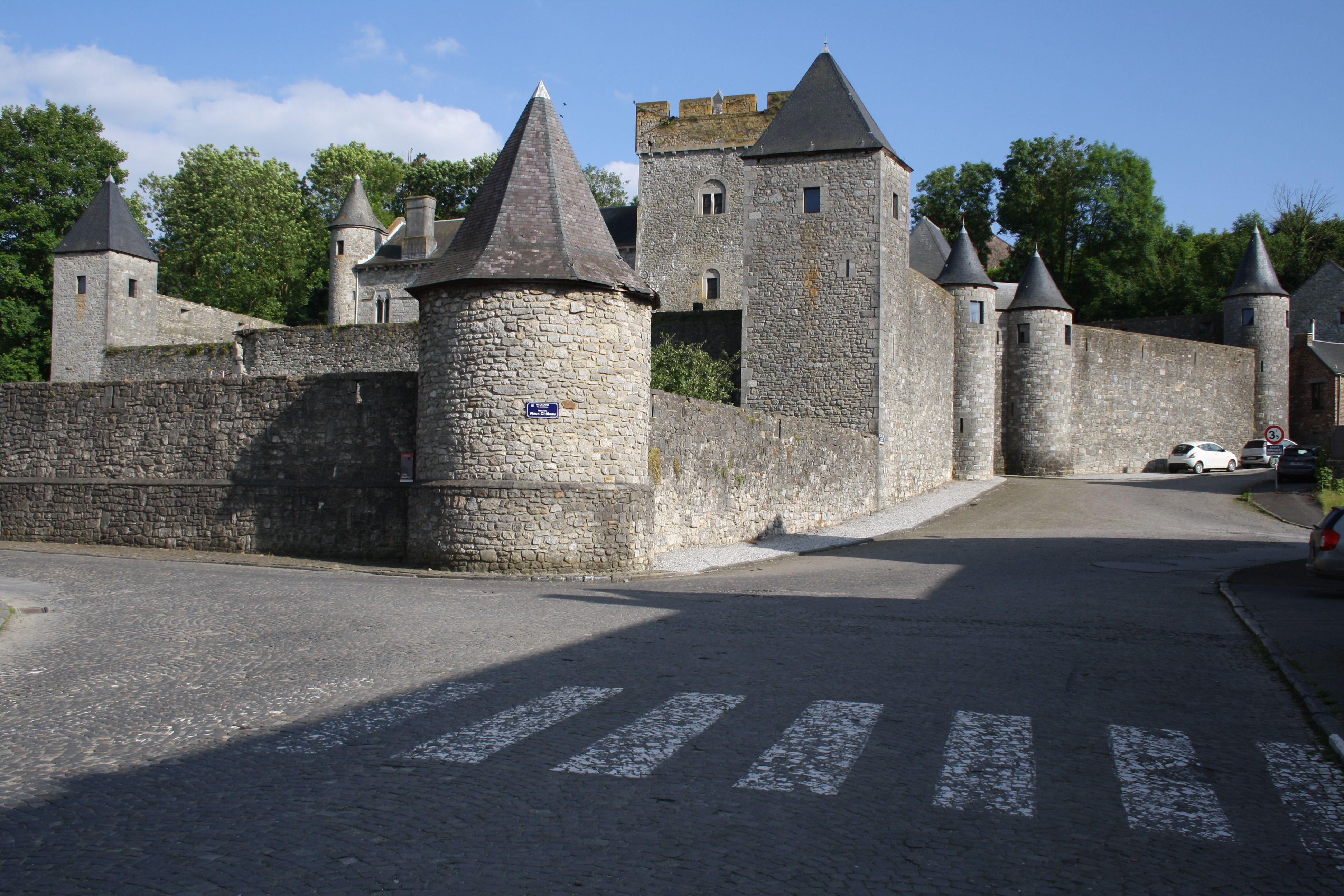
Burg Thy-le-Château

## Historisches Ereignis
Am 25. August 1689 siegten in der Nähe der Stadt Truppen der Niederlande und Englands über die Armee Ludwigs XIV. von Frankreich in der Schlacht bei Walcourt.

## Verkehr

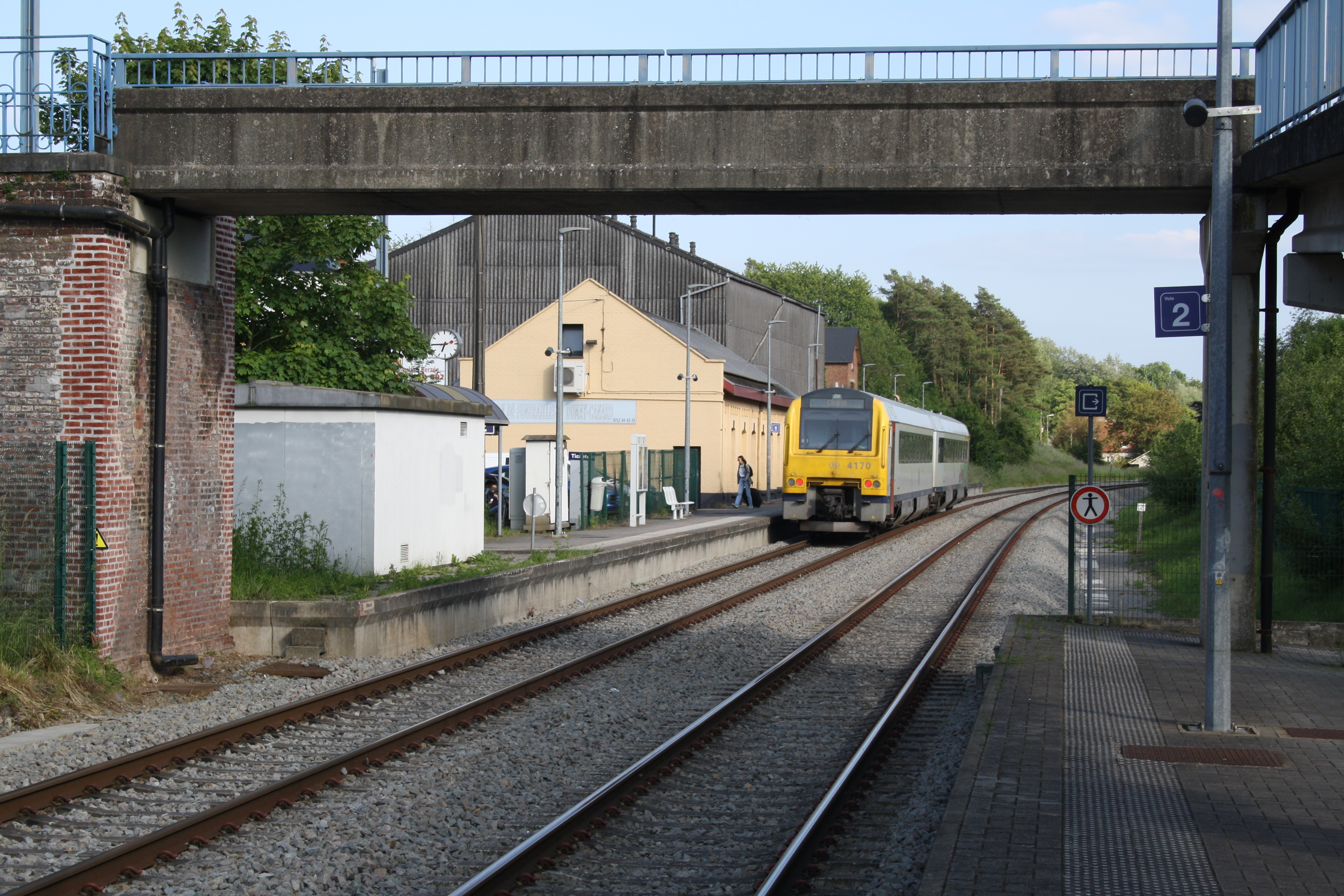
Bahnhof Berzée

Walcourt, Pry und Berzée haben Bahnstationen an der Strecke von Charleroi nach Mariembourg (Ligne 132), die im Dezember 1848 eröffnet wurde.

## Städtepartnerschaft
Seit 1969 besteht eine Partnerschaft mit der schleswig-holsteinischen Stadt Ratzeburg.